# Carabodes schatzi
Carabodes schatzi är en kvalsterart som beskrevs av Bernini 1976. Carabodes schatzi ingår i släktet Carabodes och familjen Carabodidae. Inga underarter finns listade.